# 劇団ドラマティックゆうや
劇団ドラマティックゆうやは、日本の演劇ユニット。
CMディレクターの泉田岳と、俳優の田中佑弥によって構成される。2016年に結成され、以降、東京を拠点とし、年に一度の単独公演を中心に活動を続けている。

## 概要
作・演出を担当する泉田岳と主演の田中佑弥による演劇ユニット。少人数・低予算ながら、高密度な「二人芝居」を軸に、社会や日常に潜む人間ドラマをユーモラスかつ批評的に描く作風が特徴。
公演は泉田の脚本・演出に基づき、田中が全編で単独または複数役を演じるスタイルを採用。美術、音響、映像などのセクションには、各分野のプロフェッショナルを独自のネットワークで招き、小劇場ながら洗練された総合演出を目指している。

## 結成の経緯
2016年、CMディレクターとして多忙を極めていた泉田岳（のちのドラマたけし）は、過労により入院する。仕事に追われる中で「社会の歯車として生きること」への違和感を抱いていた泉田は、病室の窓から偶然見かけたCM撮影の様子に目を留める。スライス・オブ・ライフ調の演出の中で、ひときわ不自然に目立つエキストラの男性がいた。彼こそが後の相方となる俳優・田中佑弥（のちのドラマゆうや）である。
エキストラでありながら過剰な演技を繰り返し、何度も撮影を中断させる田中の姿に苛立ちつつも、どこか惹きつけられるものを感じた泉田は、のちに直接声をかけることになる。会話を重ねる中で、互いに社会や創作に対する違和感や諦念を共有し、「日常の中に埋もれた無意味な瞬間」にこそドラマがあるのではないかという共通の問題意識が芽生えていく。
こうして、既存の演劇の形式や枠組みにとらわれず、独自の視点から創作を行う演劇ユニット「ドラマティックゆうや」の構想が生まれた。

## スタッフ加入の経緯
「ドラマティックゆうや」を旗揚げした泉田岳と田中佑弥は、公演の進行や運営において早々に直面した現実的な問題、特に資金面での壁にぶつかることとなった。舞台の賃料や宣伝美術、プロフィール写真など、演劇を上演するには多くの費用が必要であり、この現実に対して二人は驚きを隠せなかった。泉田は「なるほど、これでは誰も演劇などやろうとは思わないだろう」と半ばあきらめの境地でいたという。
日本の演劇界では、すでに確立された活動フォーマットが存在しており、特に演劇文化を築き上げてきた重鎮たちによって、経済的な負担が小劇団にとって一種の“病気”となりつつあった。この状況に対し、泉田は新たな解決策を見いだすこととなる。それが「友達の美大生」の活用であった。
美大出身である泉田は、同級生や先輩などの「美大生」を集めることにした。相手が気づかないように近づき、酒を交えながら夢の話をすることで、ターゲットを酔わせて「ドラマティックゆうや」の話を切り出すという手法で、次々と協力者を得ていった。友人たちは快く劇団への協力を申し出てくれ、こうして「心意気」を持ったメンバーが集まり始めた。
その結果、福田哲丸（構成・クリエイティブディレクター）、一ノ瀬雄太（グラフィックデザイナー・アートディレクター）、田川優太郎（宣伝写真）、鈴木歩積（音楽・音響）、浅田義啓（プロデューサー）などが劇団に参加し、「ドラマティックゆうや」の活動が本格化した。これらのメンバーは、互いに協力し合いながら、無償での時間外労働を厭わずに劇団の運営を支え続け、演劇活動の基盤を築いていった。
泉田は、演劇に関わるスタッフについて「美大生など、物を作ろうとする者は『自己犠牲のネジ』が外れており、善意で多くのことを引き受けてくれる。あいつらは心意気で動いてくれる」と述べ、スタッフの熱意と協力が劇団の運営において重要な役割を果たしていることを強調している。

## 公演スタイルと評価
ドラマティックゆうやは、劇場におけるリアルな会話、空間、沈黙に着目し、観客と俳優の距離が極めて近い“密室性”を演出に取り入れている。
特に田中の演技は、「空白に意味を与える俳優」として一部の演劇ファンや批評家から注目を集めている。
主なスタッフ
構成：福田哲丸
アートディレクター：一ノ瀬雄太
宣伝写真：田川優太郎
音響：鈴木歩積
照明：富山貴之
制作：大蔵麻月（白昼夢）
プロデューサー：坪田駿作

過去に携わったスタッフ
プロデューサー：浅田義啓
舞台監督：岩谷ちなつ 
照明協力：久津美太地、亀島一徳
音響：近藤海人
小道具：守田篤史
制作協力：尾尻征大
撮影：川原崇大、加藤和也、長谷川圭二
編集：石井沙貫
票券補佐：藤井ちより

## 主な公演一覧
第一回公演『魂の行方』（2016）
会場：半蔵門ANAGRA
・魂の行方／机上の空論／死んでるシベリア／擬音屋／栄一
told 2nd Album RELEASE PARTY（2016）
会場：新代田FEVER
・ボレロ
友人夫妻 結婚パーティー（2016）
会場：スーパーデラックス
・名前
下北沢にて’16（2016）
会場：下北沢ライブハウスMOSAiC
・下北沢の鳥たち
『納涼祭』 CEKAI, MORPHING, EPOCH主催（2017）
会場：代官山UNICE
・マクベス
快速東京『LIVE_DEATH』（2018）
会場：新代田FEVER
・もしもドラムが叩けたら
第二回公演『明日の人』（2018）
会場：APOCシアター
・明日の人／明日の漫才師／木村さん／兵士の走馬灯
MASS OF THE FERMENTING DREGS ツアー（2019）
会場：新代田FEVER
・もしもドラムが叩けたら
第三回公演『怪獣の夢』（2019）
会場：APOCシアター
・十四才／翳りゆく部屋／生きてるシベリア／有野さんの恐竜／怪獣の夢
第四回公演『屍と二人』※映像公演（2021〜2022）
会場：APOCシアター
恋愛小説／ピノキオ／屍と二人
第五回公演『不幸の光』（2022）
会場：新宿シアターブラッツ
・ラッセン／0／信者／不幸の光
第六回公演『星の戦い』（2023）
会場：新宿シアターブラッツ
・星のシベリア／入社の星／星の戦い
第七回公演『明日の人（再演）』（2024）
会場：新宿シアターブラッツ
・木村さん／兵士の走馬灯／明日の人
新春特別公演『短編傑作選』（2025）
会場：CEKAI O!K STORE&SPACE
Aプログラム
・死んでるシベリア〜新春北畠商店街篇／擬音屋／翳りゆく部屋
Bプログラム
・死んでるシベリア〜新春北畠商店街篇／恋愛小説家／栄一